# Годфрі Гаунсфілд
Годфрі Ньюболд Гаунсфілд (англ. Godfrey Newbold Hounsfield; 28 серпня 1919 року, Ноттінгемшир, Велика Британія — 12 серпня 2004 року, Велика Британія) — британський інженер-електрик, лауреат Нобелівської премії з фізіології або медицини 1979 «за розробку комп'ютерної томографії», яку він отримав спільно з теоретиком Алланом Кормаком.

## Наукова діяльність
Іменем вченого названа шкала вимірювання густини середовища для рентгенівських променів, що використовується в томографії — шкала Гаунсфілда. Діапазон одиниць шкали, відповідних коефіцієнту поглинання рентгенівського випромінювання нормальними анатомічними структурами організму, становить від −1024 до +3071 (старі КТ-системи можуть відображати лише 2048 значень в діапазоні від −1024 до +1023 HU). Середній показник у шкалі Гаунсфілда (0 HU) відповідає густині води, негативні величини шкали відповідають повітрю і жировій тканині, додатні — м'яким тканинам, кістковій тканині і щільнішій речовині (метал).